# Monetazione romana

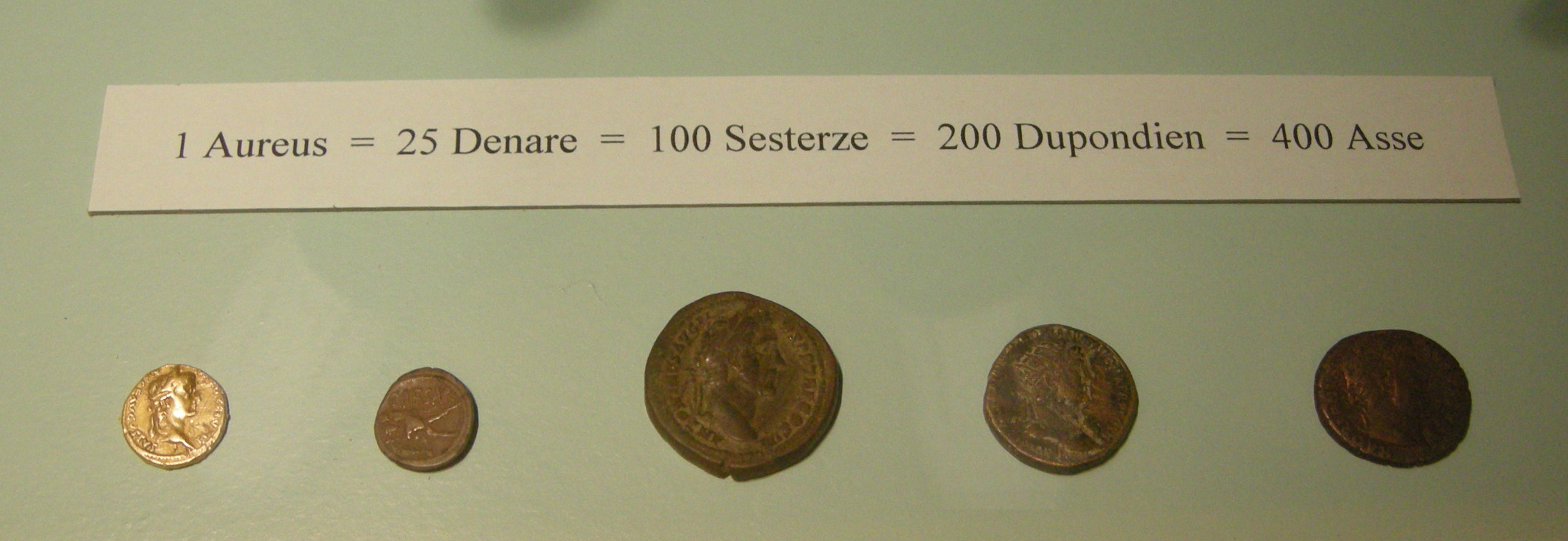
Il primo sistema monetario repubblicano e alto-imperiale.

La monetazione romana denota le monete coniate da Roma antica dalle prime forme premonetali alla caduta dell'Impero romano d'Occidente. Lo studio di queste monete è detto numismatica romana.

## Monetazione repubblicana

### Monetazione fusa

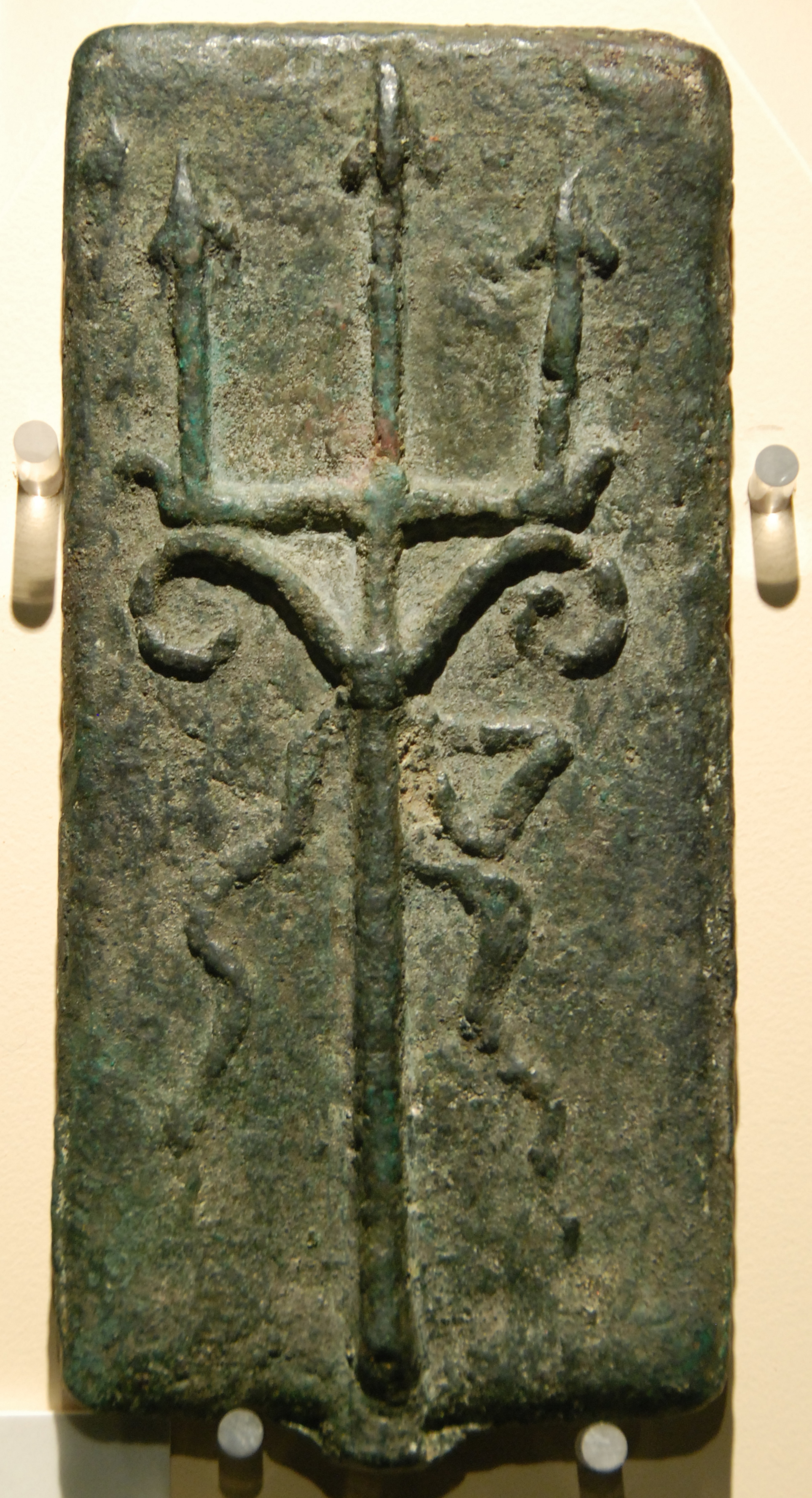
Un esempio di aes signatum prodotto dalla Repubblica romana dopo il 450 a.C.

Nella prima parte della storia di Roma, dalla sua fondazione (21 aprile 753 a.C.) a tutto il periodo monarchico (753-509 a.C.) e parte del periodo repubblicano, fino al III secolo a.C., il commercio non si basava sull'uso della moneta, ma su una forma di baratto che sfruttava come mezzo di scambio scarti di lavorazione di bronzo informi (aes rude), in base al valore intrinseco, ossia il valore del materiale.
La parola latina aes (aeris al genitivo) significa bronzo; da aes derivano parole come erario.
Il valore dell'aes rude era determinato dal peso e quindi doveva essere pesato ad ogni transazione. Su iniziativa di singoli mercanti, quindi, si iniziò ad utilizzare getti in bronzo di forma rotonda o rettangolare su cui era riportato il valore, detti aes signatum, sulla cui superficie venivano impressi i simboli dei marchi che richiamavano l'autorità dell'emittente, e ne garantivano l'autenticità. L'aes signatum veniva considerato come il primo passo verso una prima forma di moneta, e non lo era perché il suo valore era determinato dal peso dove non vi era una uniformità nei diversi lingotti che andava dai 3 kg fino 0,5 kg.
La prima moneta standardizzata da parte dello stato fu l'aes grave, introdotta con l'avvio dei commerci su mare intorno al 335 a.C.
Il peso dell'asse era pari ad una libbra romana (327,46 g). Questo tipo di aes ha un peso costante perciò può essere un'unità di misura e per tanto una moneta (infatti il valore nominale, ossia quello "stampato, o meglio impresso sulla moneta" era uguale al valore intrinseco). Queste monete erano diverse per fattezza ma avevano uno stesso peso (un valore standard). Multipli dell'asse furono il dupondio (2 assi), il tripondio (3 assi) ed il decusse (10 assi). Frazioni dell'asse furono il semisse (mezzo asse), il triente (un terzo d'asse), il quadrante (un quarto di asse), il sestante (un sesto di asse) e l'oncia (un dodicesimo di asse).
Con il passaggio alla monetazione al martello, l'asse diventò una moneta fiduciaria, il cui valore non era cioè più legato al contenuto in metallo.
Il peso dell'asse conobbe una progressiva diminuzione, acquisendo via via il peso delle sue frazioni: mezza libbra romana nel 286 a.C., un sesto di libbra nel 268 a.C., 1 oncia (cioè un dodicesimo di libbra) nel 217 a.C. e mezza oncia nell'89 a.C. L'uso del bronzo in periodo repubblicano terminò nel 79 a.C., per riprendere solo durante il principato.

### Monetazione di stile greco
Le prime monete battute emesse da Roma furono alcuni didracmi d'argento e alcune monete frazionarie collegate sia in argento che in bronzo. Queste monete sono comunemente indicate con il nome di romano-campane, in quanto furono molto probabilmente coniate, sullo stile di quelle greche, in Campania nel III secolo a.C., allo scopo di facilitare il commercio con le colonie greche del sud Italia.
Anche se lo stile era chiaramente greco, i tipi erano caratteristici delle civiltà italiche: Marte, Minerva, la lupa con i gemelli, Giano. L'etnico battuto sulla moneta, che inizialmente era "ROMANO", ovvero il genitivo plurale "ROMANO(RUM)" secondo l'usanza greca, divenne presto semplicemente ROMA, ovvero il nome della città stessa, secondo le abitudini italiche.
La moneta più famosa è conosciuta col nome di quadrigato. Presenta al dritto una testa giovanile di Giano ed al rovescio Giove e la Vittoria su una quadriga, da cui il nome.
Le prime didracme pesavano intorno ai 7 g (7,3 - 6,8); le ultime intorno ai 6,6 g.
Queste monete sono contemporanee alle emissioni di una serie di colonie e socii, tra cui Cales, Suessa, Teanum Sidicinum, con tipi simili, che fanno ipotizzare l'esistenza di accordi monetari.

### Denario
La moneta d'argento che costituì l'ossatura dell'economia romana fu, però, il denario, battuto per la prima volta a Roma intorno al 211 a.C.; il suo valore iniziale era di 10 assi, pari a 1/72 di libbra (4,55 g), ed aveva come frazioni il quinario (1/2 denario) ed il sesterzio (1/4 di denario). Il denario fu poi rivalutato a 16 assi (dal 118 a.C.), facendo seguito alla riduzione del valore di quest'ultimo.
| Valori repubblicani (dal 221 al 118 a.C.) | Valori repubblicani (dal 221 al 118 a.C.) | Valori repubblicani (dal 221 al 118 a.C.) | Valori repubblicani (dal 221 al 118 a.C.) | Valori repubblicani (dal 221 al 118 a.C.) | Valori repubblicani (dal 221 al 118 a.C.) | Valori repubblicani (dal 221 al 118 a.C.) | Valori repubblicani (dal 221 al 118 a.C.) | Valori repubblicani (dal 221 al 118 a.C.) | Valori repubblicani (dal 221 al 118 a.C.) |
|                                           | Denario                                   | Sesterzio                                 | Dupondio                                  | Asse                                      | Semisse                                   | Triente                                   | Quadrante                                 | Quincunx                                  | Oncia                                     |
| ----------------------------------------- | ----------------------------------------- | ----------------------------------------- | ----------------------------------------- | ----------------------------------------- | ----------------------------------------- | ----------------------------------------- | ----------------------------------------- | ----------------------------------------- | ----------------------------------------- |
| Denario                                   | 1                                         | 4                                         | 5                                         | 10                                        | 20                                        | 30                                        | 40                                        | 24                                        | 120                                       |
| Sesterzio                                 | 1/4                                       | 1                                         | 1 1/4                                     | 2 1/2                                     | 5                                         | 7 1/2                                     | 10                                        | 6                                         | 30                                        |
| Dupondio                                  | 1/5                                       | 4/5                                       | 1                                         | 2                                         | 4                                         | 6                                         | 8                                         | 4 4/5                                     | 24                                        |
| Asse                                      | 1/10                                      | 2/5                                       | 1/2                                       | 1                                         | 2                                         | 3                                         | 4                                         | 2 2/5                                     | 12                                        |
| Semisse                                   | 1/20                                      | 1/5                                       | 1/4                                       | 1/2                                       | 1                                         | 1 1/2                                     | 2                                         | 1 1/5                                     | 6                                         |
| Triente                                   | 1/30                                      | 2/15                                      | 1/6                                       | 1/3                                       | 2/3                                       | 1                                         | 1 1/3                                     | 4/5                                       | 4                                         |
| Quadrante                                 | 1/40                                      | 1/10                                      | 1/8                                       | 1/4                                       | 1/2                                       | 3/4                                       | 1                                         | 3/5                                       | 3                                         |
| Quincunx                                  | 1/24                                      | 1/6                                       | 5/24                                      | 5/12                                      | 5/6                                       | 1 1/4                                     | 1 2/3                                     | 1                                         | 5                                         |
| Oncia                                     | 1/120                                     | 1/30                                      | 1/24                                      | 1/12                                      | 1/6                                       | 1/4                                       | 1/3                                       | 1/5                                       | 1                                         |

Il denario rimase la moneta più importante del sistema monetario romano fino alla riforma monetaria di Caracalla, all'inizio del III secolo, quando fu di fatto sostituito dall'antoniniano. Venne anche coniata un'altra moneta d'argento, il vittoriato con un valore pari a 3 sesterzi, di scarsa diffusione e usata quasi esclusivamente nei commerci con i Greci dell'Italia meridionale prima, e con le Gallie dopo.
Accanto al denario furono battute monete in bronzo: l'asse e le sue frazioni. La produzione di monete in oro (aureo) avvenne in maniera estremamente sporadica prima della conquista della Gallia (e delle sue miniere) da parte di Giulio Cesare. Le prime emissioni di aurei, ricalcando anche in questo caso il sistema monetario greco per facilitare gli scambi con il sud dell'Italia e con l'Oriente, si ebbero nel 286 a.C. (con un peso per l'aureo di 6,81g) e nel 209 a.C. (con un peso di 3,41 g). I primi aurei realmente romani vennero coniati nell'87 a.C. da parte di Silla (con un valore di 1/30 di libbra, 9,11 g), seguiti da emissioni nel 61 a.C. da parte di Pompeo (con un valore di 1/36 di libbra, 9,06 g), nel 48 a.C. da parte di Cesare (con un valore di 1/38 di libbra, 8,55 g) ed ancora nel 48 a.C., sempre da parte di Cesare (con un valore di 1/40 di libbra, 8,02 g).

## Monetazione imperatoriale
Il termine è usato per indicare le emissioni coniate degli ultimi anni della Repubblica romana nel periodo che precede immediatamente la nascita del principato. Il termine, non accettato da tutti, deriva dal fatto che in questo periodo di guerre civili le monete venivano emesse a nome dei generali che si combattevano tra loro in virtù del loro imperium.
Si tratta quindi delle monete di Pompeo, Giulio Cesare, Bruto, Cassio, Labieno, Sesto Pompeo, Lepido, Marco Antonio ed Ottaviano da soli o assieme tra loro o con altre persone.
Le monete emesse in questi anni rispecchiano l'andamento della lotta politica e delle guerre in corso. I contenuti propagandistici sono accentuati e per le prime volte sono rappresentati anche le persone viventi.
Le monete di Ottaviano sono a cavallo tra questo periodo ed il periodo successivo.

## Monetazione imperiale
Anche se il denario restò l'elemento portante dell'economia romana dalla sua introduzione nel 211 a.C. fino al termine della sua coniazione nella metà del III secolo d.C., la purezza ed il peso della moneta andò lentamente, ma inesorabilmente riducendosi. Il fenomeno della svalutazione nell'economia romana era pervasivo e causato da una serie di fattori, quali la carenza di metallo prezioso, lo scarso rigore delle finanze statali e la presenza di una forte inflazione. Come detto in precedenza, il denario alla sua introduzione conteneva argento quasi puro con un peso di circa 4,5 grammi. Questi valori rimasero abbastanza stabili durante tutta la repubblica, ad eccezione dei periodi bellici. Ad esempio, i denari coniati da Marco Antonio durante la sua guerra con Ottaviano erano di diametro leggermente più piccolo e con un titolo considerevolmente inferiore: il dritto raffigurava una galea ed il nome di Antonio, mentre il rovescio presentava il nome della particolare legione per la quale la moneta era stata emessa; c'è da notare che queste monete rimasero in circolazione per più di 200 anni a causa della carenza di metallo prezioso.

### Riforma monetaria augustea
La prima riforma monetaria importante del periodo imperiale fu la Riforma monetaria di Augusto, che prevedeva dal 15 a.C. la coniazione delle monete in oro ed argento controllata direttamente dall'imperatore, mentre il senato poteva decidere su delibera la coniazione dei valori minori. Per quanto riguarda le monete d'oro, ci si basava sull'aureo (1/42 di libbra romana, 7,78 g), con il quaternione come multiplo (4 aurei) ed il quinario come sottomultiplo (1/2 aureo). Per le monete d'argento, rimaneva il denario (1/84 di libbra, 3,90 g) ed il suo sottomultiplo quinario (1/2 denario). Per i valori minori, si aveva l'asse in rame (10,90 g), i suoi multipli in oricalco, un metallo simile all'ottone, detti dupondio (2 assi) e sesterzio (4 assi); per i sottomultipli si aveva il quadrante in rame (1/4 di asse).
| Valori di epoca augustea (27 a.C. – 301 d.C.) | Valori di epoca augustea (27 a.C. – 301 d.C.) | Valori di epoca augustea (27 a.C. – 301 d.C.) | Valori di epoca augustea (27 a.C. – 301 d.C.) | Valori di epoca augustea (27 a.C. – 301 d.C.) | Valori di epoca augustea (27 a.C. – 301 d.C.) | Valori di epoca augustea (27 a.C. – 301 d.C.) | Valori di epoca augustea (27 a.C. – 301 d.C.) | Valori di epoca augustea (27 a.C. – 301 d.C.) | Valori di epoca augustea (27 a.C. – 301 d.C.) |
|                                               | Aureo                                         | Quinario d'oro                                | Denario                                       | Quinario d'argento                            | Sesterzio                                     | Dupondio                                      | Asse                                          | Semisse                                       | Quadrante                                     |
| --------------------------------------------- | --------------------------------------------- | --------------------------------------------- | --------------------------------------------- | --------------------------------------------- | --------------------------------------------- | --------------------------------------------- | --------------------------------------------- | --------------------------------------------- | --------------------------------------------- |
| Aureo                                         | 1                                             | 2                                             | 25                                            | 50                                            | 100                                           | 200                                           | 400                                           | 800                                           | 1600                                          |
| Quinario d'oro                                | 1/2                                           | 1                                             | 12 1/2                                        | 25                                            | 50                                            | 100                                           | 200                                           | 400                                           | 800                                           |
| Denario                                       | 1/25                                          | 2/25                                          | 1                                             | 2                                             | 4                                             | 8                                             | 16                                            | 32                                            | 64                                            |
| Quinario d'argento                            | 1/50                                          | 1/25                                          | 1/2                                           | 1                                             | 2                                             | 4                                             | 8                                             | 16                                            | 32                                            |
| Sesterzio                                     | 1/100                                         | 1/50                                          | 1/4                                           | 1/2                                           | 1                                             | 2                                             | 4                                             | 8                                             | 16                                            |
| Dupondio                                      | 1/200                                         | 1/100                                         | 1/8                                           | 1/4                                           | 1/2                                           | 1                                             | 2                                             | 4                                             | 8                                             |
| Asse                                          | 1/400                                         | 1/200                                         | 1/16                                          | 1/8                                           | 1/4                                           | 1/2                                           | 1                                             | 2                                             | 4                                             |
| Semis                                         | 1/800                                         | 1/400                                         | 1/32                                          | 1/16                                          | 1/8                                           | 1/4                                           | 1/2                                           | 1                                             | 2                                             |
| Quadrante                                     | 1/1600                                        | 1/800                                         | 1/64                                          | 1/32                                          | 1/16                                          | 1/8                                           | 1/4                                           | 1/2                                           | 1                                             |

### I e II secolo: dai Giulio-Claudi agli Antonini
Durante la dinastia Giulio-Claudia (Tiberio, Caligola, Claudio, Nerone) il valore del denario rimase relativamente stabile. Nerone, invece, introdusse nel 65 d.C. una nuova riforma monetaria: l'aureo venne portato ad 1/42 di libbra (7,28 g), come ci racconta Plinio il Vecchio, il quale sosteneva che:
(Plinio il Vecchio, Naturalis Historia, XXXIII,)
Vale a dire che l'aureo fu deprezzato da Nerone, passando nel tempo, poco a poco, da un peso teorico di 1/40 di libbra (epoca di Cesare) a 1/45 sotto Nerone, con una svalutazione dell'11%.
| Peso teorico degli Aurei: da Cesare alla riforma di Nerone (63-64) | Peso teorico degli Aurei: da Cesare alla riforma di Nerone (63-64) | Peso teorico degli Aurei: da Cesare alla riforma di Nerone (63-64) | Peso teorico degli Aurei: da Cesare alla riforma di Nerone (63-64) | Peso teorico degli Aurei: da Cesare alla riforma di Nerone (63-64) | Peso teorico degli Aurei: da Cesare alla riforma di Nerone (63-64) | Peso teorico degli Aurei: da Cesare alla riforma di Nerone (63-64) | Peso teorico degli Aurei: da Cesare alla riforma di Nerone (63-64) | Peso teorico degli Aurei: da Cesare alla riforma di Nerone (63-64) |
| Aureo                                                              | Cesare                                                             | Augusto                                                            | Augusto (post 2 a.C.)                                              | Tiberio                                                            | Caligola                                                           | Claudio                                                            | Nerone (ante 64)                                                   | Nerone (post 64)                                                   |
| ------------------------------------------------------------------ | ------------------------------------------------------------------ | ------------------------------------------------------------------ | ------------------------------------------------------------------ | ------------------------------------------------------------------ | ------------------------------------------------------------------ | ------------------------------------------------------------------ | ------------------------------------------------------------------ | ------------------------------------------------------------------ |
| Peso teorico: in libbre (=327,168 grammi)                          | 1/40                                                               | 1/41                                                               | 1/42                                                               | 1/42                                                               | 1/42                                                               | 1/42                                                               | 1/43                                                               | 1/45                                                               |
| Peso teorico: in grammi                                            | 8.179 grammi                                                       | 7.980 grammi                                                       | 7.790 grammi                                                       | 7.790 grammi                                                       | 7.790 grammi                                                       | 7.790 grammi                                                       | 7.609 grammi                                                       | 7.270 grammi                                                       |

Riguardo invece al denario sappiamo che, sotto Cesare ed Augusto, aveva un peso teorico di circa 1/84 di libbra, ridotto da Tiberio ad 1/85, fino a quando Nerone lo svalutò fino ad 1/96 (pari ad una riduzione del peso della lega del 12,5%). Contemporaneamente, oltre alla riduzione del suo peso, vi era anche una riduzione del titolo (% di argento presente nella lega), che passò dal 97-98% al 93,5% (per una riduzione complessiva del solo argento del 16,5% ca).
Alla fine della dinastia dei Flavi (Vespasiano, Tito, Domiziano), Domiziano annullò la riforma di Nerone, riportando le monete ai valori della riforma di Augusto, mentre nel periodo degli imperatori adottivi (Nerva, Traiano, Adriano, Antonino Pio, Marco Aurelio), Traiano reintrodusse i valori della riforma di Nerone.

### III secolo
Un'altra riforma si ebbe nel 215 per opera dell'imperatore Caracalla. Il denario, infatti, continuò il suo declino durante tutto l'impero di Commodo e di Settimio Severo. Contemporaneamente, oltre alla riduzione del suo peso, vi fu anche una riduzione del suo titolo (% di argento presente nella lega), che passò dal 97-98% dell'epoca augustea al 93,5% (per una riduzione complessiva del solo argento del 16,5% ca).
| Peso teorico dei Denari: da Cesare alla riforma di Aureliano (274) | Peso teorico dei Denari: da Cesare alla riforma di Aureliano (274) | Peso teorico dei Denari: da Cesare alla riforma di Aureliano (274) | Peso teorico dei Denari: da Cesare alla riforma di Aureliano (274) | Peso teorico dei Denari: da Cesare alla riforma di Aureliano (274) | Peso teorico dei Denari: da Cesare alla riforma di Aureliano (274) | Peso teorico dei Denari: da Cesare alla riforma di Aureliano (274) | Peso teorico dei Denari: da Cesare alla riforma di Aureliano (274) | Peso teorico dei Denari: da Cesare alla riforma di Aureliano (274) | Peso teorico dei Denari: da Cesare alla riforma di Aureliano (274) |
| Denario                                                            | Cesare                                                             | Augusto (post 2 a.C.)                                              | Nerone (post 64)                                                   | Traiano                                                            | Marco Aurelio (post 170)                                           | Commodo                                                            | Settimio Severo (post 197)                                         | Caracalla (post 215)                                               | Aureliano (post 274)                                               |
| ------------------------------------------------------------------ | ------------------------------------------------------------------ | ------------------------------------------------------------------ | ------------------------------------------------------------------ | ------------------------------------------------------------------ | ------------------------------------------------------------------ | ------------------------------------------------------------------ | ------------------------------------------------------------------ | ------------------------------------------------------------------ | ------------------------------------------------------------------ |
| Peso teorico (della lega): in libbre (=327,168 grammi)             | 1/84                                                               | 1/84                                                               | 1/96                                                               | 1/99                                                               | 1/100                                                              | 1/111                                                              | 1/111                                                              | 1/105                                                              | 1/126                                                              |
| Peso teorico (della lega): in grammi                               | 3.895 grammi                                                       | 3.895 grammi                                                       | 3.408 grammi                                                       | 3.305 grammi                                                       | 3.272 grammi                                                       | 2.947 grammi                                                       | 2.947 grammi                                                       | 3.116 grammi                                                       | 2.600 grammi                                                       |
| % del titolo di solo argento:                                      | 98%                                                                | 97%                                                                | 93,5%                                                              | 89,0%                                                              | 79,0%                                                              | 73,5%                                                              | 58%                                                                | 46%                                                                | 2,5%                                                               |
| Peso teorico (argento): in grammi                                  | 3,817 grammi                                                       | 3,778 grammi                                                       | 3,186 grammi                                                       | 2,941 grammi                                                       | 2,570 grammi                                                       | 2.166 grammi                                                       | 1.710 grammi                                                       | 1,433 grammi                                                       | 0,065 grammi                                                       |

Con Caracalla anche l'aureo venne svalutato di nuovo, portandolo ad 1/50 di libbra (6,54 g). Inoltre, sia per l'aureo che per il denario (ridotto ad avere meno del 50% di argento) vennero introdotte monete con valore raddoppiato: il doppio aureo (o binione) ed il doppio denario (o antoniniano), anche se per quest'ultimo non contenne mai più di 1,6 volte il contenuto d'argento del denario. Comunque, mentre l'aureo riuscì ad avere una valutazione abbastanza stabile, anche l'antoniniano conobbe la stessa progressiva svalutazione vista col denario, fino a ridursi ad un contenuto d'argento del 2%.
Tra il 272 ed il 275, probabilmente nel 274, Aureliano riformò nuovamente il sistema monetario romano, eliminando la possibilità di coniazione locale delle monete minori per riportarle ad un livello qualitativo paragonabile a quello delle altre monete. L'aureo fu portato inizialmente a 1/60 di libbra (5,54 g), ma poi il suo valore fu fissato ad 1/50 di libbra (6,50 g).
| Peso teorico degli Aurei: da Cesare alla riforma di Diocleziano (294-301) | Peso teorico degli Aurei: da Cesare alla riforma di Diocleziano (294-301) | Peso teorico degli Aurei: da Cesare alla riforma di Diocleziano (294-301) | Peso teorico degli Aurei: da Cesare alla riforma di Diocleziano (294-301) | Peso teorico degli Aurei: da Cesare alla riforma di Diocleziano (294-301) | Peso teorico degli Aurei: da Cesare alla riforma di Diocleziano (294-301) | Peso teorico degli Aurei: da Cesare alla riforma di Diocleziano (294-301) | Peso teorico degli Aurei: da Cesare alla riforma di Diocleziano (294-301) | Peso teorico degli Aurei: da Cesare alla riforma di Diocleziano (294-301) | Peso teorico degli Aurei: da Cesare alla riforma di Diocleziano (294-301) | Peso teorico degli Aurei: da Cesare alla riforma di Diocleziano (294-301) | Peso teorico degli Aurei: da Cesare alla riforma di Diocleziano (294-301) | Peso teorico degli Aurei: da Cesare alla riforma di Diocleziano (294-301) | Peso teorico degli Aurei: da Cesare alla riforma di Diocleziano (294-301) |
| Aureo                                                                     | Cesare                                                                    | Augusto (post 2 a.C.)                                                     | Nerone (post 64)                                                          | Domiziano (82)                                                            | Domiziano (85)                                                            | Traiano                                                                   | Settimio Severo                                                           | Caracalla (ante 215)                                                      | Caracalla (post 215)                                                      | Aureliano (ante 274)                                                      | Aureliano (post 274)                                                      | Caro                                                                      | Diocleziano                                                               |
| ------------------------------------------------------------------------- | ------------------------------------------------------------------------- | ------------------------------------------------------------------------- | ------------------------------------------------------------------------- | ------------------------------------------------------------------------- | ------------------------------------------------------------------------- | ------------------------------------------------------------------------- | ------------------------------------------------------------------------- | ------------------------------------------------------------------------- | ------------------------------------------------------------------------- | ------------------------------------------------------------------------- | ------------------------------------------------------------------------- | ------------------------------------------------------------------------- | ------------------------------------------------------------------------- |
| Peso teorico: in libbre (=327,168 grammi)                                 | 1/40                                                                      | 1/42                                                                      | 1/45                                                                      | (1/42.2)                                                                  | (1/43.3)                                                                  | (1/44.8)                                                                  | (1/45.4)                                                                  | (1/43.9)                                                                  | 1/50                                                                      | 1/60                                                                      | 1/50                                                                      | 1/70                                                                      | 1/60                                                                      |
| Peso teorico: in grammi                                                   | 8.179 gr.                                                                 | 7.790 gr.                                                                 | 7.270 gr.                                                                 | 7.750 gr.                                                                 | 7.550 gr.                                                                 | 7.300 gr.                                                                 | 7.200 gr.                                                                 | 7.450 gr.                                                                 | 6.543 gr.                                                                 | 5.453 gr.                                                                 | 6.543 gr.                                                                 | 4.674 gr.                                                                 | 5.453 gr.                                                                 |

Per l'antoniniano, infine, si fissò un peso di 3,90 g ed un titolo di 20 parti di rame ed uno d'argento, rapporto indicato sulla moneta tramite il simbolo XXI in Latino o KA in Greco.

### La tetrarchia
A seguito della riforma di Diocleziano, la monetazione romana cambiò radicalmente. Dato che il governo introdotto da Diocleziano si basava su una tetrarchia, con la suddivisione dell'Impero in due territori assegnati a due diversi imperatori e con due Cesari a supporto ai due reggenti, le monete iniziarono a non personificare più un singolo reggente, ma a dare un'immagine idealizzata dell'imperatore sul dritto, con il rovescio che celebrava tipicamente la gloria di Roma e la sua potenza militare. Anche dopo l'adozione del cristianesimo come religione di Stato, quest'impostazione rimase abbastanza invariata: solo in poche eccezioni vennero utilizzate immagini cristiane come il chi-rho, monogramma greco per il nome Gesù Cristo. Nel 300 venne emanato un editto (l'Editto sui prezzi massimi) che fissava i prezzi massimi delle merci, con l'intento di calmierarli: i prezzi venivano espressi in denarii, anche se questa non era ormai più una moneta in circolazione. L'aureo torna ad un peso di 1/60 di libbra. Si introduce una moneta in argento, detta argenteo, con un peso pari a 1/96 di libbra. Oltre ad un antoniniano con un peso di 3,90 g, fu introdotta anche una moneta in bronzo, il follis, con un peso di circa 10 g.
| Valori di epoca dioclezianea (301 d.C.) | Valori di epoca dioclezianea (301 d.C.) | Valori di epoca dioclezianea (301 d.C.) | Valori di epoca dioclezianea (301 d.C.) | Valori di epoca dioclezianea (301 d.C.) | Valori di epoca dioclezianea (301 d.C.) | Valori di epoca dioclezianea (301 d.C.) |
|                                         | Solido                                  | Argenteo                                | Nummo                                   | Radiata                                 | Laureata                                | Denario                                 |
| --------------------------------------- | --------------------------------------- | --------------------------------------- | --------------------------------------- | --------------------------------------- | --------------------------------------- | --------------------------------------- |
| Solidus                                 | 1                                       | 10                                      | 40                                      | 200                                     | 500                                     | 1000                                    |
| Argenteo                                | 1/10                                    | 1                                       | 4                                       | 20                                      | 50                                      | 100                                     |
| Nummo                                   | 1/40                                    | 1/4                                     | 1                                       | 5                                       | 12 1/2                                  | 25                                      |
| Radiata                                 | 1/200                                   | 1/20                                    | 1/5                                     | 1                                       | 2 1/2                                   | 5                                       |
| Laureata                                | 1/500                                   | 1/50                                    | 2/25                                    | 2/5                                     | 1                                       | 2                                       |
| Denario                                 | 1/1000                                  | 1/100                                   | 1/25                                    | 1/5                                     | 1/2                                     | 1                                       |

### Costantino il Grande
Ultima riforma dell'Impero romano fu nel 310 quella di Costantino, che si rifaceva al sistema bimetallico di Augusto. Venne introdotto il solido d'oro, con un peso di 4,54 g pari a 1/72 di libbra, e la siliqua d'argento, di 2,27 g pari a 1/144 di libbra: il miliarense, con un valore doppio della siliqua, aveva quindi lo stesso peso del solido. Per quanto riguarda i bronzi, il follis, ormai fortemente svalutato, venne sostituito da una moneta di 3 g, detto nummus centonionalis, cioè 1/100 di siliqua.
Questo sistema monetario durò fino alla caduta dell'Impero romano d'Occidente nel 476. Per i successivi sviluppi nell'Impero romano d'Oriente, si veda l'articolo sulla monetazione bizantina.
| Valori monetali dal (337 al 476 d.C.) | Valori monetali dal (337 al 476 d.C.) | Valori monetali dal (337 al 476 d.C.) | Valori monetali dal (337 al 476 d.C.) | Valori monetali dal (337 al 476 d.C.) | Valori monetali dal (337 al 476 d.C.) |
|                                       | Solido                                | Miliarense                            | Siliqua                               | Follis                                | Nummo                                 |
| ------------------------------------- | ------------------------------------- | ------------------------------------- | ------------------------------------- | ------------------------------------- | ------------------------------------- |
| Solido                                | 1                                     | 12                                    | 24                                    | 180                                   | 7200                                  |
| Miliarense                            | 1/12                                  | 1                                     | 2                                     | 15                                    | 600                                   |
| Siliqua                               | 1/24                                  | 1/2                                   | 1                                     | 7 1/2                                 | 300                                   |
| Follis                                | 1/180                                 | 1/15                                  | 2/15                                  | 1                                     | 40                                    |
| Nummo                                 | 1/7200                                | 1/600                                 | 1/300                                 | 1/40                                  | 1                                     |

## Monetazione provinciale
Nell'Impero romano alcune città conservarono il diritto di emettere monete proprie. Queste monete erano essenzialmente indirizzate ai commerci interni di una città o di un'area limitata. Di conseguenza le emissioni furono molto più limitate e meno regolari. Inoltre i tipi utilizzati riflettevano temi locali. Questa monetazione ci permette di conoscere particolari della vita del mondo romano altrimenti poco conosciuti.

## Coniazione e ruolo della moneta
Il valore delle monete romane, come in generale di tutte le monete antiche, era dato, a differenza delle monete attuali, dal loro valore intrinseco, ovvero dal valore del metallo con cui erano realizzate.
In realtà, il valore delle monete era maggiore di quello del solo metallo in esse contenute: stime del valore di un denario, ad esempio, vanno da 1,6 a 2,85 volte il suo contenuto in argento. Ovviamente, non tutte le monete in circolazione erano in metallo prezioso, per avere anche valori utilizzabili per un uso quotidiano. Nel I secolo d.C., ad esempio, con un asse si poteva acquistare mezza libbra di pane.
Questo, però, portava ad una dicotomia tra monete con elevato valore intrinseco (sulla circolazione delle quali lo Stato romano era particolarmente attento) e quelle che non ne avevano. Questo si può constatare, ad esempio, nella scarsa produzione di monete in bronzo dalla fine del periodo repubblicano, quando dal tempo di Silla a quello di Augusto non venne coniata nessuna moneta in bronzo; anche quando queste monete venivano poi prodotte, esse erano molto grossolane e di bassa qualità. La coniazione di monete in bronzo, infatti, venne permessa a molte autorità locali, mentre questo non avvenne per le monete in metallo prezioso. Uno dei motivi per i quali l'emissione locale di monete in bronzo era considerata di scarsa importanza per Roma risiedeva nel fatto che le spese statali erano sempre di entità considerevole e quindi venivano pagate con monete in metallo prezioso.
Oltre agli ovvi riflessi economici, le monete ebbero anche un ruolo fondamentale nei diffondere nella società romana idee e messaggi tramite le iscrizioni e le immagini in esse utilizzate. La scelta delle immagini veniva delegata a dei monetari ("tresviri monetales"), giovani in attesa di diventare senatori. Questa carica, creata nel 289 a.C. e che durò fino alla metà del III secolo d.C., prevedeva inizialmente solo tre magistrati, ma il loro numero fu portato a quattro da Giulio Cesare verso la fine delle Repubblica.
Le immagini dei primi denari consistevano di solito nel busto di Roma sul dritto e di una divinità alla guida di una biga o di una quadriga al rovescio. Il nome del magistrato monetario non appariva, anche se a volte le monete presentavano dei segni di controllo, come lettere o simboli che potevano essere utilizzati per identificare chi era responsabile di una particolare moneta. Questi simboli, poi, iniziarono ad essere sostituiti da forme abbreviate del nome del magistrato ed in seguito si iniziarono ad utilizzare le monete per rappresentare scene della storia della famiglia dei monetari: ad esempio, Sesto Pompeio Faustolo rappresentò il suo avo Faustolo che assisteva Romolo e Remo allattati dalla lupa. Il numero di questi casi si fece sempre più ampio e con riferimenti sempre più recenti, diventando strumento di promozione delle classi in lotta per il governo delle Repubblica.
Un salto di livello nelle immagini utilizzate si ebbe con l'emissione da parte di Giulio Cesare di monete con il proprio ritratto, invece di quello di propri antenati. Questa impostazione venne adottata anche nel periodo imperiale, con l'immagine del capo del governo utilizzata per rafforzare l'impersonificazione nell'imperatore dello Stato e delle sue regole. Successivamente, l'immagine dell'imperatore venne progressivamente associata a quella delle divinità. Ulteriore salto di livello si ebbe durante la campagna contro Pompeo, nella quale Cesare emise monete con anche immagini di Venere ed Enea, con l'obiettivo di avallare in questo modo l'ipotesi di una sua discendenza divina. Questa tendenza venne portata all'estremo da Commodo, che proclamò il suo stato divino emettendo nel 192 una moneta che raffigurava sul dritto il suo busto vestito con una pelle di leone, mentre sul rovescio un'iscrizione lo proclamava come la reincarnazione di Ercole. Ulteriore sviluppo dell'utilizzo della moneta si ebbe come legittimazione della successione al trono. Dal tempo di Augusto fino alla fine dell'impero, infatti, la rappresentazione di antenati venne sostituita da quella dei familiari e degli eredi dell'imperatore, rafforzando l'immagine pubblica di quelli che si voleva venissero considerati all'altezza dell'imperatore stesso.
Mentre il dritto continuava a riportare l'immagine dell'imperatore, si assistette ad una progressiva diversificazione del rovescio delle monete per uso propagandistico. L'incisione di frasi propagandistiche, già avvenuta al termine della repubblica, durante l'impero venne spesso utilizzata in concomitanza di eventi bellici, per sottolineare l'occupazione, liberazione o pacificazione di un territorio. Alcune di queste iscrizioni erano a volte estremamente di parte, come avvenne nel 244, quando si annunciò la conquista della pace con la Persia, anche se in realtà Roma era stata costretta dai persiani a pagare forti somme di denaro per ottenere la fine delle ostilità.